# Campionati mondiali di beach volley 2001
Il torneo dei Campionati mondiali di beach volley 2001 si è svolto dal 1° al 4 agosto 2001 a Klagenfurt, in Austria. Si è trattato della terza edizione ufficiale dell'evento.

## Torneo maschile

### Podio
| Pos. | Atleti                                  | Testa di serie |
| ---- | --------------------------------------- | -------------- |
|      | Mariano Baracetti e Martín Conde (ARG)  | 4              |
|      | José Loiola e Ricardo Santos (BRA)      | 10             |
|      | Vegard Høidalen e Jørre Kjemperud (NOR) | 6              |

## Torneo femminile

### Podio
| Pos. | Atlete                               | Teste di serie |
| ---- | ------------------------------------ | -------------- |
|      | Shelda Bede e Adriana Behar (BRA)    | 1              |
|      | Tatiana Minello e Sandra Pires (BRA) | 3              |
|      | Eva Celbová e Sona Novaková (CZE)    | 12             |